# Caccuri
Caccuri es un municipio sito en el territorio de la provincia de Crotona, en Calabria (Italia).

## Demografía
| Gráfica de evolución demográfica de Caccuri entre 1861 y 2001 |
|                                                               |
| fuente ISTAT - elaboración gráfica a cargo de Wikipedia       |

## Imágenes

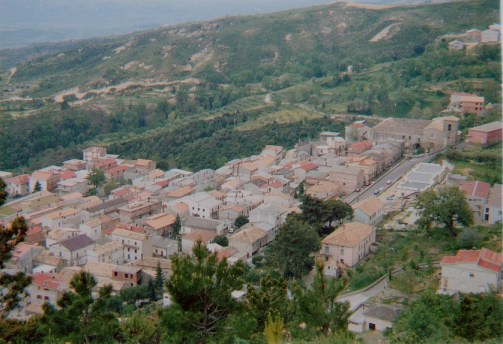
Rione Croci.jpg.

- Wikimedia Commons alberga una categoría multimedia sobre Caccuri.

- Datos: Q54496
- Multimedia: Caccuri / Q54496

1. ↑  Worldpostalcodes.org, código postal n.º 88833.
2. ↑  «Codici Catastali». Comuni-italiani.it (en italiano). Consultado el 29 de abril de 2017.